# Paragymnobothrus rectus
Paragymnobothrus rectus är en insektsart som beskrevs av Heinrich Hugo Karny 1910. Paragymnobothrus rectus ingår i släktet Paragymnobothrus och familjen gräshoppor. Inga underarter finns listade i Catalogue of Life.